# Sassafràs

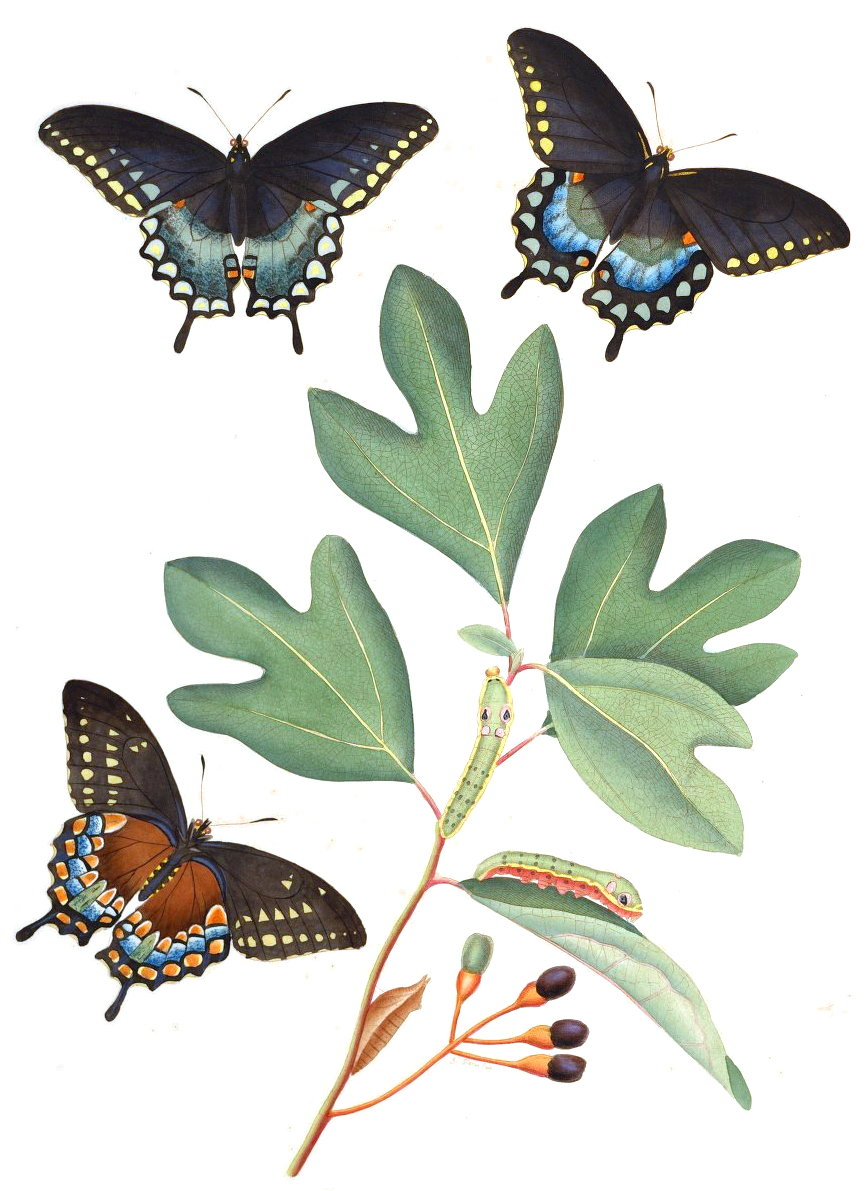
Sassafras albidum i la papallona Papilio troilus

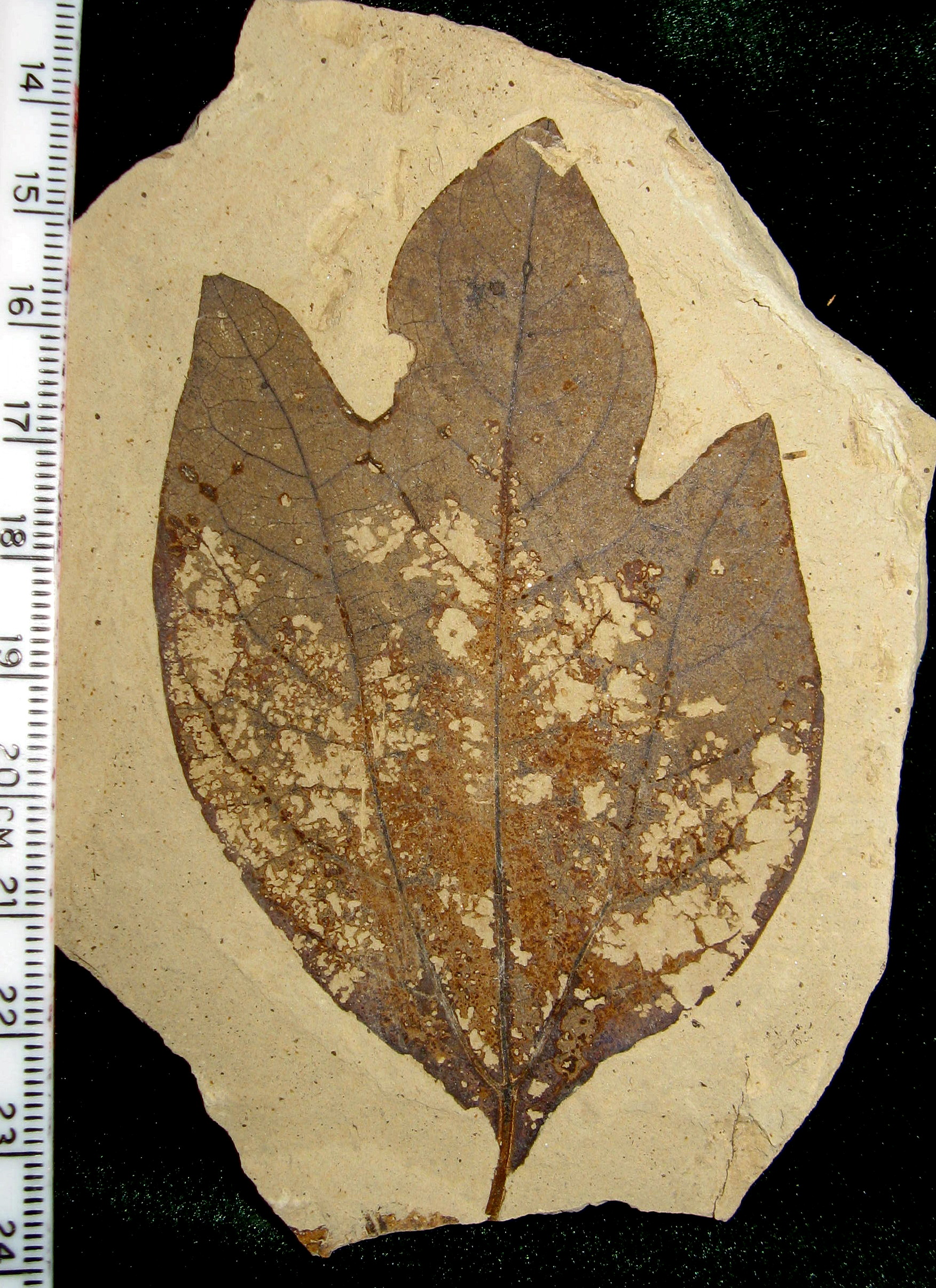
S. hesperia; fulla fòssil

Sassafràs (Sassafras) és un gènere de plantes amb flor dins de la família Lauraceae.

## Característiques
Són arbres caducifolis de fins a 12 m d'alçada. N'hi ha tres espècies en l'actualitat i una d'extinta (S. hesperia).
Són originaris de l'Amèrica del Nord i de l'Àsia oriental.
Totes les parts de l'arbre desprenen una aroma característica.
Les fulles de sassafràs són un dels aliments favorits de certs animals feréstecs, com cérvols, marmotes i ossos. També són l'aliment favorit de les erugues d'alguns lepidòpters, com Papilio troilus. Els fruits són un aliment important per diverses espècies d'ocells.

## Utilitat
La fusta del sassafràs s'ha utilitzat com a material per a construir vaixells i mobles a la Xina, Europa i els Estats Units d'Amèrica. El sassafràs van tindre un paper important en la història de la colonització europea del continent americà als segles xvi i xvii. Les branquetes de sassafràs han estat utilitzades com a raspalls de dents o iniciadors de foc.
El sassafràs produeix olis essencials fragants que es fan servir en la indústria per fabricar perfums i sabons i en l'aromateràpia.
S'utilitza també com a espècia per al gumbo, una mena d'estofat típic del sud dels Estats Units.
Les infusions de l'arrel de sassafràs es fan servir com a anticoagulant a la medicina tradicional.
També s'utilitzava per guarir la gonorrea.

## Taxonomia
- Sassafras albidum (Nutt.) Nees
- Sassafras randaiense (Hayata) Rehder
- Sassafras tzumu (Hemsl.) Hemsl.